# Play the Guitar
Play the Guitar è un brano musicale del cantante statunitense hip hop B.o.B, registrato con la collaborazione del rapper André 3000 e prodotto da Salaam Remi. Il brano, estratto come inedito il 27 dicembre 2011 usa un campionamento di Bo Diddley e di Fancy di Drake, Swizz Beatz e T.I..

## Tracce
Download digitale
1. Play the Guitar (feat. André 3000) – 3:24

## Classifiche
| Classifica (2012) | Posizione più alta |
| ----------------- | ------------------ |
| Corea del Sud     | 16                 |
| Stati Uniti       | 98                 |